# Amini Silatolu
(en) Statistiques sur pro-football-reference
Amini Silatolu (né le 16 septembre 1988 à Redwood City) est un joueur américain de football américain. Il joue actuellement avec les Panthers de la Caroline.

## Enfance
Silatolu étudie à la San Joaquin Delta College. En 2009, Rivals.com et Scout.com le classent deux étoiles sur cinq. 

## Carrière

### Université
Les universités de Californie, d'Hawaï, d'État de San José ou encore du Tennessee lui ouvrent leurs portes mais il signe avec l'université du Nevada. Néanmoins, l'université doit se séparer de lui du fait de résultats académiques trop insuffisants.
En 2010, il entre à l'université d'État du Midwestern. Il domine la compétition au niveau des joueurs de ligne offensive de la division II et est nommé à deux reprises All-American. Il finit deuxième pour le Gene Upshaw Award, récompensant le meilleur joueur de ligne de la Division II. Invité à disputer le Senior Bowl 2012, il ne peut jouer du fait d'une blessure mais devient le premier joueur de l'histoire de l'université à recevoir cet honneur.

### Professionnel
Amini Silatolu est sélectionné au deuxième tour du draft de la NFL de 2012 par les Panthers de la Caroline au quarantième choix. Il devient le plus haut choix pour un joueur de ligne offensive de la division II, remplaçant Jermane Mayberry en 1996

## Palmarès
- Équipe de la Lone Star Conference -Division Sud- 2010
- Co-joueur de ligne offensive de la LSC -Division Sud- 2010
- Équipe des All-American de la division II selon les entraîneurs